# 디에고 베날리오
디에고 오를란도 베날리오(이탈리아어: Diego Orlando Benaglio, 1983년 9월 8일 ~ )는 스위스의 전 축구 선수로, 포지션은 골키퍼이다.

## 경력
- 2004년 UEFA U-21 챔피언십 국가대표
- 2006년 FIFA 월드컵 국가대표
- UEFA 유로 2008 국가대표
- 2010년 FIFA 월드컵 국가대표
- 2012년 하계 올림픽 축구 국가대표
- 2014년 FIFA 월드컵 국가대표

## 수상
그라스호퍼
- 스위스 슈퍼리그 : 우승 (2000-01)

 볼프스부르크
- 분데스리가 : 우승 (2008-09), 준우승 (2014-15)

개인
- 스위스 올해의 선수상 : 2009